# Szürke avarszöcske
A szürke avarszöcske (Pholidoptera griseoaptera) a fürgeszöcskék családjába tartozó, Eurázsiában honos szöcskefaj.

## Megjelenése
A szürke avarszöcske testhossza a hímek esetében 15-20 mm, a nőstényeknél 16-20 mm, ehhez járul még a 8-10 mm-es tojócső. Viszonylag kis teremtű, de robusztus alkatú faj. Alapszíne barna, szürkés vagy vörösbarna, feltűnő rajzolatok nélkül. Hasa sárgászöld. A torpajzs oldalsó lebenyei keskenyek, peremein világos vonal húzódik. A torpajzs, a tor és a hátsó comb oldala gyakran sötét színű, néha csak foltos. Világosbarna szárnyai csökevényesek; a hímé kb. olyan hosszú, mint a torpajzs, a nőstényé pikkelyszerű és alig látszik a torpajzs alól. A hím cerkuszai (potrohfüggelékei) egyenesek vagy kissé behajlók, kb harmaduknál erős belső fog látható. A nőstény tojócsöve sarlószerűen ívelt, a vége felé sötétedik. A lárvák - különösen a korai stádiumokban - oldala igen sötét, a hátuk viszont világosbarna. 
Ciripelése erős, kb. 30 méterre hallatszik. Éneke éles, rövid cirpelésekből áll, melyeket kb. másodpercenként ismétel. Főleg délután és este énekel.

### Hasonló fajok
Közeli rokonai (nagy avarszöcske, galléros avarszöcske, bujkáló avarszöcske, erdélyi avarszöcske) hasonlítanak hozzá. 

## Elterjedése
Európában és Nyugat-Ázsiában honos, Észak-Spanyolországtól A Balkánon és Törökországon keresztül a Kaukázusig. Északon Dél-Angliáig és Skandináviáig hatol. Magyarországon gyakori, országszerte előfordul, bár az Alföldön ritkább.

## Életmódja
Magas növényzetben, erdőszélen, bozótosokban, szedresekben, tisztásokon, félszáraz gyepekben, parkokban fordul elő. A magas, sűrű növényzetben érzi jól magát. Mindenevő, a lárvák inkább növényekkel, míg az imágók kisebb rovarokkal, lárvákkal táplálkoznak.  
Kifejlett egyedeivel júniustól novemberig találkozhatunk. A nőstény a nedves, napsütötte talajba vagy korhadó fába rakja összesen kb. 200 petéjét. Két áttelelés után, tavasszal kelnek ki a lárvák, amelyek hét fejlődési stádiumon mennek keresztül, míg imágó lesz belőlük.  
Magyarországon nem védett.

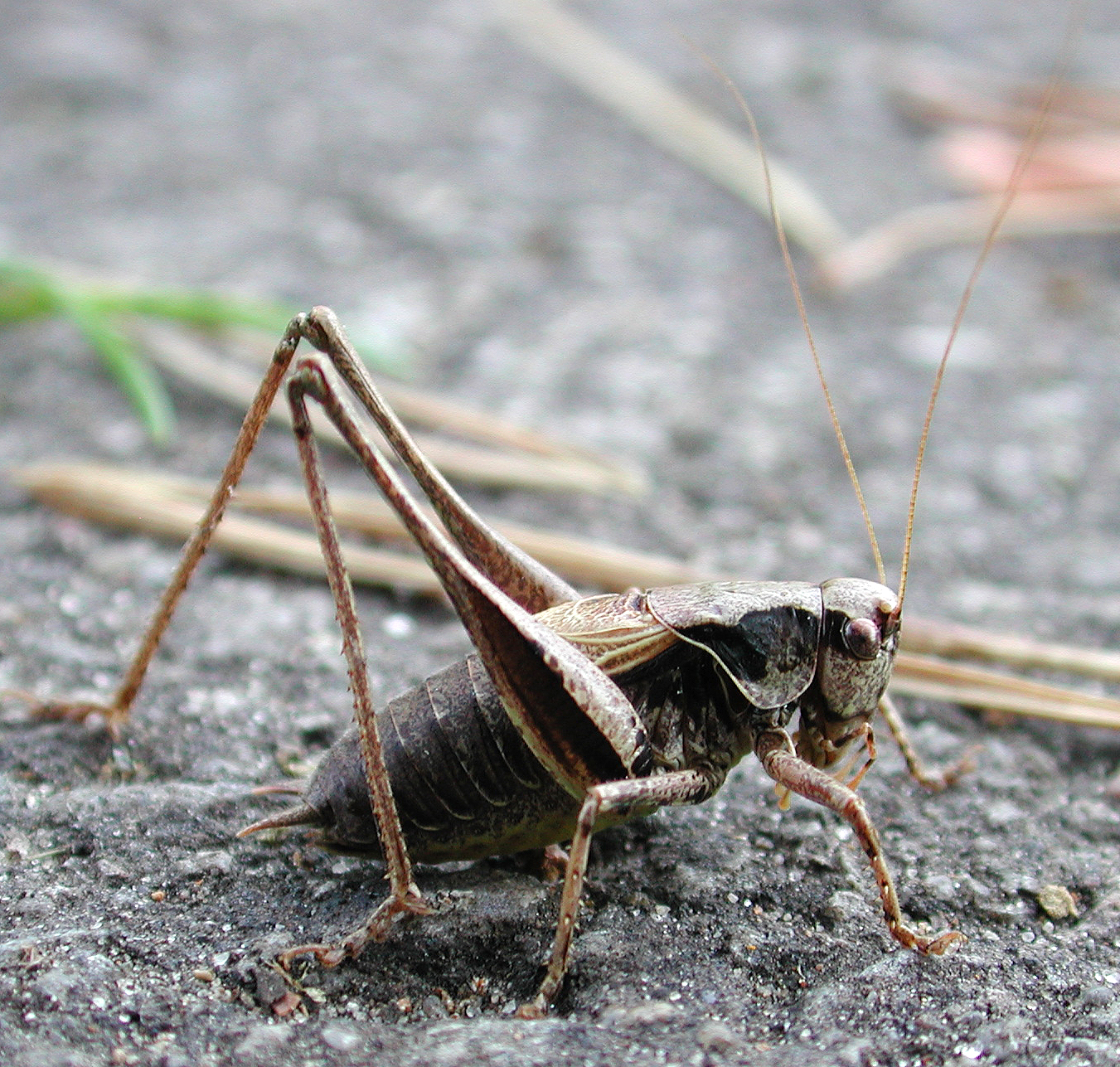
Hím
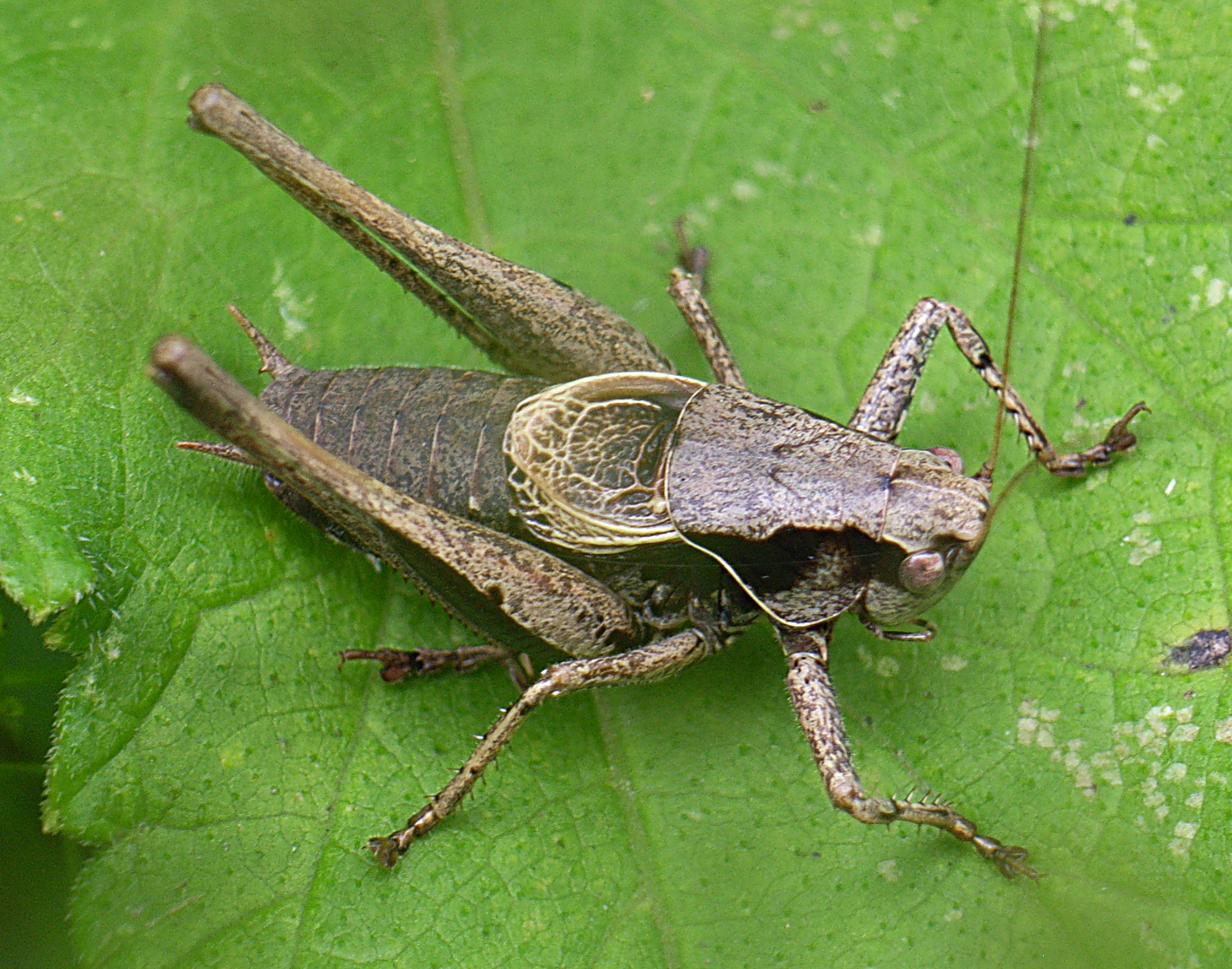
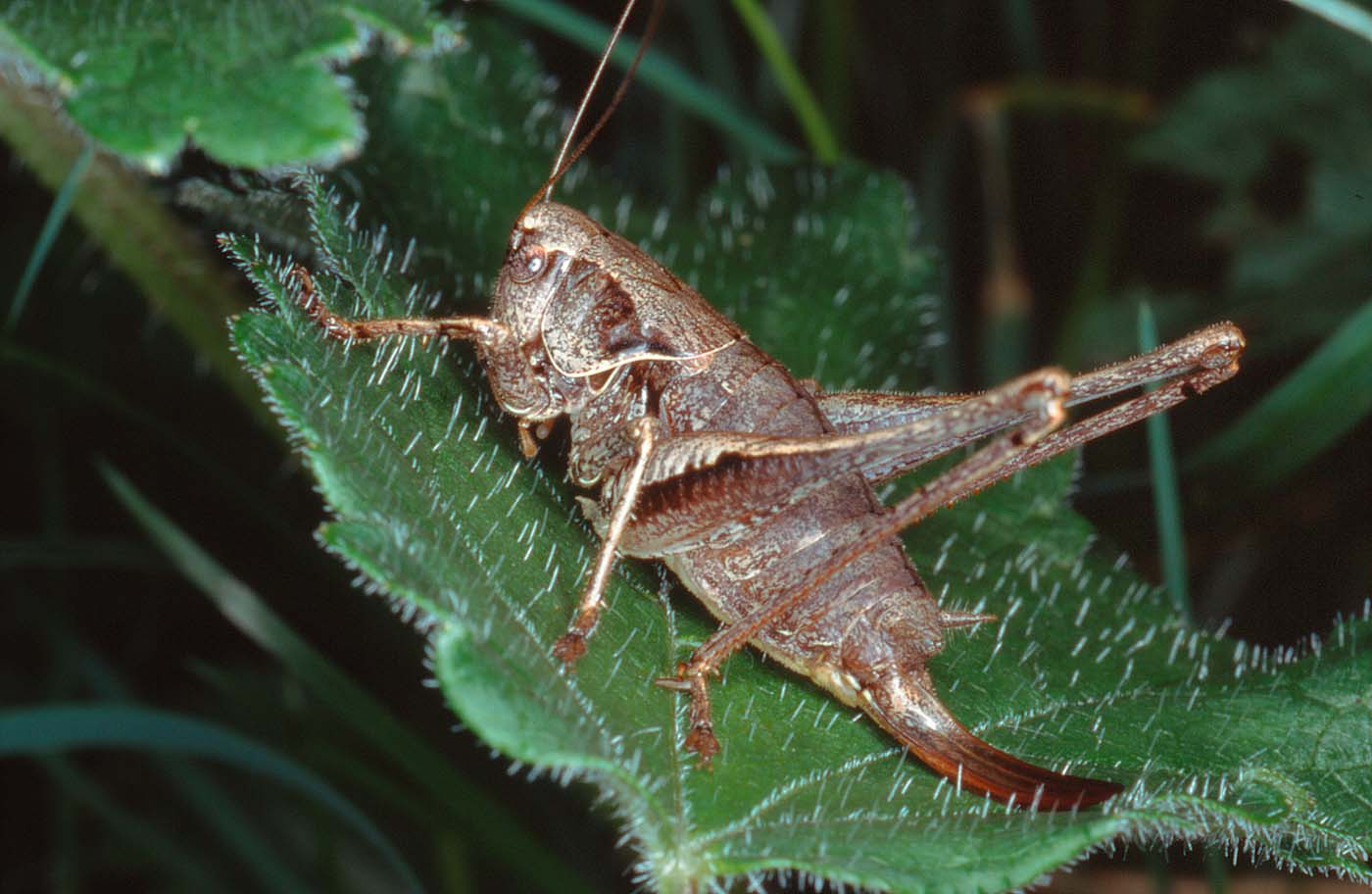
Nőstény
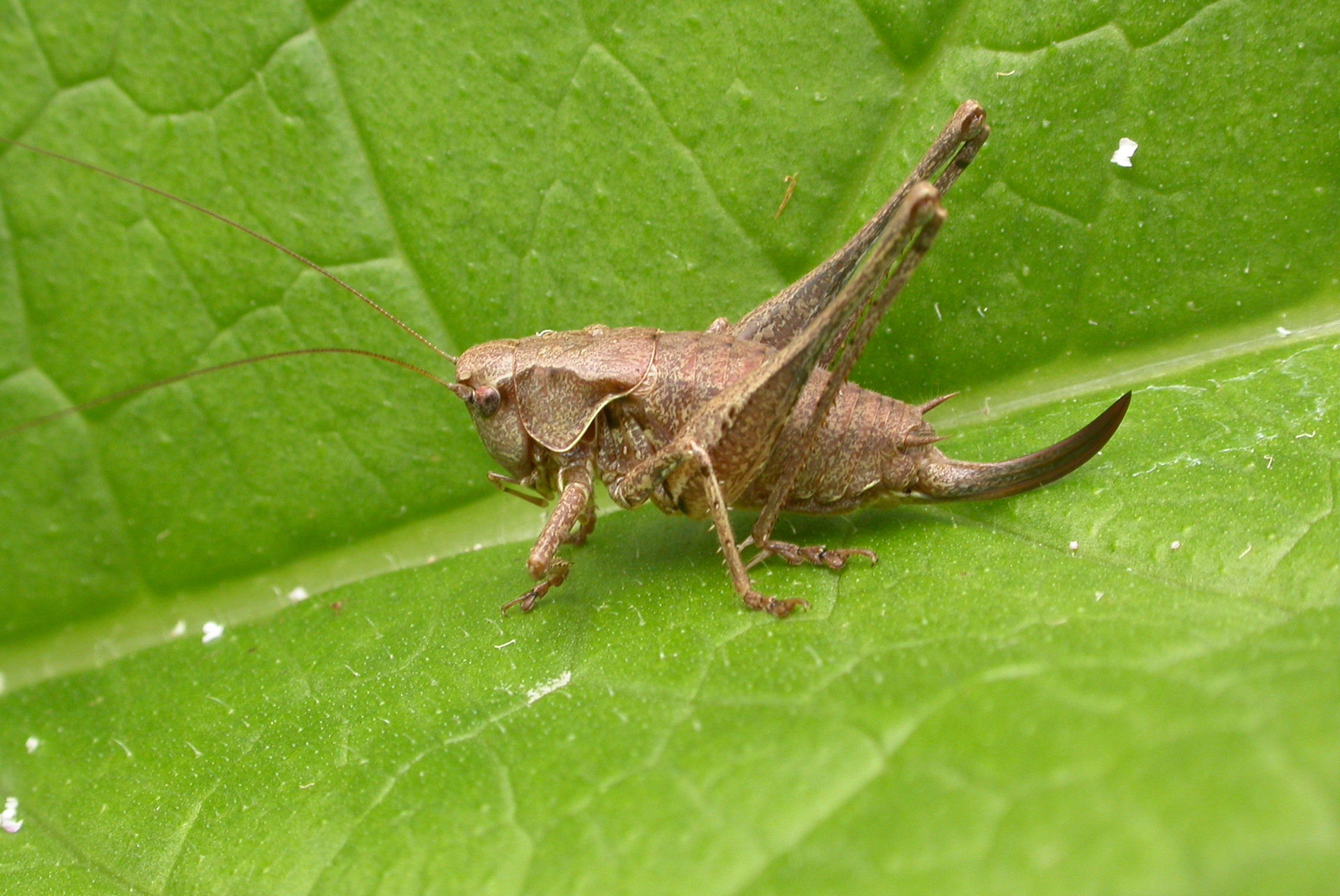
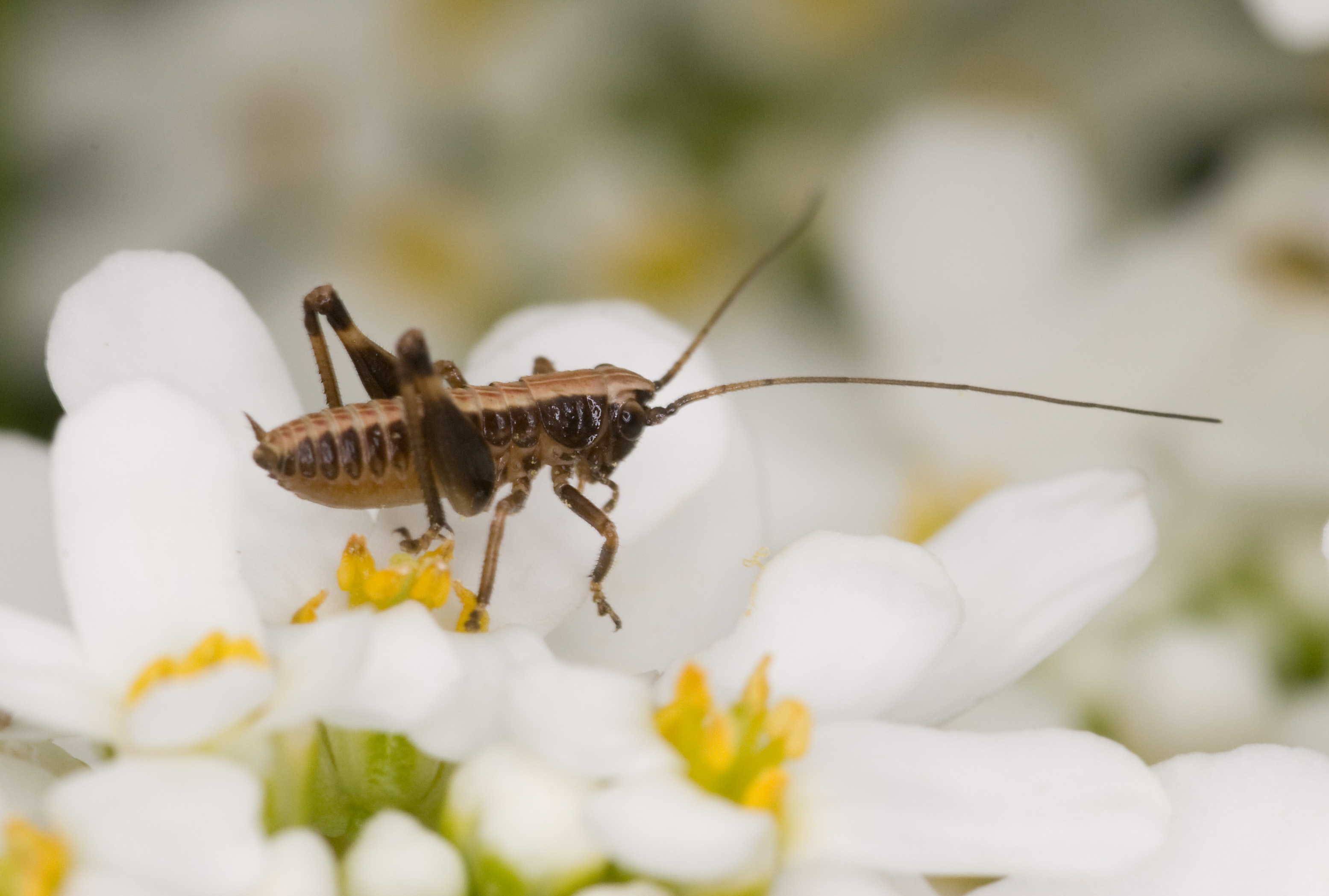
Lárva